# Église Saint-Pierre-et-Saint-Denis du Douet-Arthus
L'église Saint-Pierre-et-Saint-Denis est une église catholique située à La Ferté-en-Ouche, en France.

## Localisation
L'église est située dans le département français de l'Orne, à La Ferté-en-Ouche, dans l'ancienne commune du Douet-Arthus rattachée à Heugon en 1840.

## Historique
Une source réputée guérir les problèmes de vue se trouve à proximité.
L'édifice est daté du XIIe siècle modifié au XVe. Un porche est ajouté au XVIIIe,en 1769.
L'église est abandonnée en 1914 et frôle la destruction en 1927.
L'édifice est inscrit au titre des monuments historiques depuis le 17 février 1997.
L'église subit des dommages durant la tempête de 1999.

## Architecture
L'édifice comporte des peintures murales, danse macabre et crucifixion du XVe.